# NGC 5254
NGC 5254 is een spiraalvormig sterrenstelsel in het sterrenbeeld Maagd. Het hemelobject werd op 6 mei 1836 ontdekt door de Britse astronoom John Herschel.

## Synoniemen
- MCG -2-35-12
- IRAS 13369-1114
- PGC 48307